# AS Yzeure
AS Yzeure was een Franse voetbalclub uit Yzeure in het department Allier in de regio Auvergne-Rhône-Alpes. De club werd in 1938 opgericht en promoveerde in 2006 naar de Championnat National (derde klasse), maar werd na één seizoen terug naar de vierde klasse verwezen. In 2014 schakelde het eersteklasser FC Lorient uit in de Franse Beker. In 2018 fuseerde de club met AS Moulins tot Moulins Yzeure Foot 03 Auvergne. 